# Stenopogon lehri
Stenopogon lehri är en tvåvingeart som beskrevs av Jason Gilbert Hayden Londt 1999. Stenopogon lehri ingår i släktet Stenopogon och familjen rovflugor.
Artens utbredningsområde är Kenya. Inga underarter finns listade i Catalogue of Life.